# Lángfoltos kolibri
A lángfoltos kolibri (Panterpe insignis) a madarak (Aves) osztályának a sarlósfecske-alakúak (Apodiformes) rendjéhez és a kolibrifélék (Trochilidae) családjához tartozó Panterpe nem egyetlen faja.

## Előfordulása
Costa Rica és Panama területén honos. A természetes élőhelye szubtrópusi vagy trópusi erősen leromlott egykori erdők, szubtrópusi vagy trópusi hegyi nedves erdők, szubtrópusi vagy trópusi hegyi legelők, szubtrópusi vagy trópusi hegyi cserjések.

## Alfajai
- Panterpe insignis eisenmanni F. G. Stiles, 1985
- Panterpe insignis insignis Cabanis & Heine, 1860

## Megjelenése
Testhossza 11 centiméter, testtömege 5,7 gramm.